# Arden (Argyll and Bute)
Arden ist eine kleine Streusiedlung in der schottischen Unitary Authority Argyll and Bute. Sie liegt am Ufer des Loch Lomond je etwa fünf Kilometer nordwestlich von Alexandria und nordöstlich von Helensburgh. Arden ist Grenzort zwischen den Regionen Argyll and Bute und West Dunbartonshire. In den Zensusdaten ist Arden nicht separat aufgeführt, sodass keine Einwohnerzahl angegeben werden kann.
Die A82, die Glasgow über Fort William mit Inverness verbindet, schließt Arden an das Fernstraßennetz an. In der Ortschaft befindet sich mit dem aus den 1860er Jahren stammende Schloss Auchendennan House ein Denkmal der höchsten schottischen Denkmalkategorie A.